# Белогорски район
Белогорски район (на руски: Белогорский район; на украински: Білогірський район; на кримскотатарски: Qarasuvbazar rayonı) e един от 10-те района на Крим, които към 2024 г. са окупирани от Русия. Административен център е гр. Белогорск.
Има площ 1894 km² и население от 33 034 души (1939).

## Население
Етническият състав на Белогорски район към 2014 г. е:
- 51,8% – руснаци;
- 30,8% – кримски татари;
- 9,9% – украинци;
- 3,0% – татари;
- 0,5% – беларуси.